# Synagoga w Radoszycach (ul. Ogrodowa 19)
Synagoga w Radoszycach – zbudowana z drewna po 1750 r. przy ulicy Ogrodowej 19, w centrum Radoszyc. Podczas II wojny światowej hitlerowcy całkowicie zniszczyli piętrowy budynek synagogi.
Obok świątyni znajdowała się murowana mykwa. Po wojnie budynek przebudowano na szkołę. Obecnie w mykwie mieści Komisariat Policji.